# Стадион Њу Плаза
Стадион Њу Плаза (кин: 佛山新广场体育场) је био вишенаменски стадион у Фошан у Кини. Углавном се користи за фудбалске утакмице. Стадион прима 14.000 људи.Стадион је изграђен да буде домаћин првог светског првенства за жене. Стадион је срушен 2007. године.
Био је један од шест стадиона коришћених за Светско првенство у фудбалу за жене 1991. године.Т На овом стадиону су одигране четири утакмице групне фазе турнира и једно четвртфинале. Пред првенство, 1990–1991, објекат је отворен. Међутим, 2007–2008, стадион је срушен и на том месту је почела изградња луксузног хотела..